# 教法寺 (江田島市)
應谷山教法寺（、英称：Ohkokusan Kyohoji-temple）は、広島県江田島市江田島町中央に存在する寺院である。

## 歴史
- 1635年（寛永12年）
  - 8月2日 - 円秀により開基。
- 1702年（元禄15年）
  - 2月 - 本堂を再建。
- 1882年（明治15年）
  - 8月2日 - 大伽藍を再建。
- 1888年頃
  - 現在地へ移転再建。

## 交通

### 道路
- 広島県道44号江田島大柿線から道程約260m。
- 国道487号から道程約300m。

### 車両
- 広島呉道路呉インターチェンジから車両で約50分。
- 東広島呉自動車道阿賀インターチェンジから車両で約55分。

### 鉄道
- 西日本旅客鉄道
  - 呉駅から車両で約50分。
  - 安芸阿賀駅から車両で約55分。

### 船舶
- 呉港方面
  - 小用港から車両で約10分。
  - 切串港吹越桟橋から車両で約15分。
- 宇品港方面
  - 切串港西沖桟橋から車両で約15分。
  - 中田港中町桟橋から車両で約20分。

### バス
- 江田島バス
  - 第一術科学校前バス停から徒歩で約5分。
  - 中郷公園バス停から徒歩で約1分。
  - 奥小路バス停から徒歩で約5分。